# 샤호비딘 조이로프
샤호비딘 쇼키로비치 조이로프(우즈베크어: Shahobiddin Shokirovich Zoirov, 러시아어: Шахобидди́н Шоки́рович Зои́ров, 1993년 3월 3일~)는 우즈베키스탄의 권투 선수로 2016년 하계 올림픽에서 플라이급 금메달을 획득했다.